# Dysgonia ankalirano
Dysgonia ankalirano là một loài bướm đêm trong họ Erebidae.